# 苅谷田仮信号場
苅谷田仮信号場（かりやたかりしんごうじょう）は、新潟県南蒲原郡葛巻村（現・見附市）にあった、鉄道省信越本線の信号場である。

## 概要
1944年（昭和19年）から翌1945年（昭和20年）にかけて、信越本線の城岡（現在の北長岡駅） - 帯織間および加茂 - 新津間で複線化工事が行われた。1944年（昭和19年）の9月30日には見附駅から南方の刈谷田川の手前まで複線化が完了したが、当信号場は同工事の単線区間と複線区間の境界に設置された仮信号場である。
その後、翌年4月15日に当信号場から押切駅までの複線化工事の完了に伴い、翌4月16日をもって当信号場は廃止された。

## 歴史
- 1944年（昭和19年）9月30日：信越本線の単線区間と複線区間の境界に当信号場（仮設）が設けられ、これに併せて開設する。
- 1945年（昭和20年）4月16日：当信号場から押切駅までの複線化工事の完了に伴い、廃止となる。

## 仮信号場周辺
跡地付近は水田が大きく広がる。西へ離れた所を上越新幹線が通り、南へ離れた所を刈谷田川が流れる。跡地付近にある主要施設は下記のとおり。以前は見附市立反田保育園が近隣にあったが、2024年（令和6年）3月25日をもって閉園した。
- 見附市立葛巻小学校
- 諏訪神社
- 刈谷田川

## 仮信号場跡地
当信号場（仮設）の廃止から半世紀（50年）以上の年月が経過しているため、痕跡を思わせる物は何も残っていない。

## 隣の駅
鉄道省
信越本線
押切駅 - 苅谷田仮信号場 - 見附駅